# Cineteca del Friuli
La Cineteca del Friuli és un arxiu videogràfic i bibliogràfic de material relatiu a la història del cinema, la seu del qual es troba a Gemona del Friuli.
La idea va néixer dels fundadors Livio Jacob i Piera Patat durant l'itinerant projeccions de cinema a les ciutats de tendes de campanya que van sorgir després del terratrèmol que va afectar Friuli al maig i setembre de 1976.
L'arxiu conté prop de 23.000 pel·lícules, incloent pel·lícules de ficció, documentals i noticiaris, en 16 i 35mm, més més de 30.000 títols en VHS, DVD, BLU-RAY. Les col·leccions més importants es refereixen als clàssics de l'animació, el cinema mut italià i el cinema europeu, el cinema experimental. Es presta especial atenció a les pel·lícules i documentals produïts a Friül-Venècia Júlia.
El patrimoni del llibre també és important, amb més de 25.000 títols que inclouen volums i fulletons.
La Cineteca del Friuli organitza cada any les Jornades de Cinema Mut que des de l'2007 tornen a la seu històrica de Pordenone.